# 존 닉스
존 앨런 위즈덴 닉스(1929년 4월22일 ~ )는 영국의 전직 피겨 스케이팅 선수이자 피겨 스케이팅 코치이다.
그의 파트너 제니퍼 닉스와 함께, 그는 1953년 세계 선수권 대회에서 우승했다.

## 개인 생활
존 닉스는 스포츠 용품 가게 주인의 아들로 태어나서 영국 브라이튼에서 자랐다.
그는 제니퍼 닉스의 형이다.
닉스는 1960년에 미국으로 이주하여 간단하게 문서화되지않은 외국인이었지만 몇 주후 그의 녹색 카드를 받았다.
그는 미국의 전직 아이스 댄서 이본느 리틀필드와 결혼했다.

## 선수 경력
존 닉스는 10세 또는 11세때 스케이트를 배우기 시작했다.
존과 제니퍼 닉스는 처음에 싱글 스케이팅에 참가했지만 그들을 지원하기로 약속한 영국 협회의 요청에 따라 페어 스케이팅에서 함께 훈련을 하기로 합의했다.
그들은 1948년 동계 올림픽에서 8위를 했다.
닉스 형제는 1950년 세계 선수권 대회에서 은메달을 획득했다.
닉스는 2000년에 세계 피겨 스케이팅 명예의 전당에 헌액되었다.